# Fort Churchill

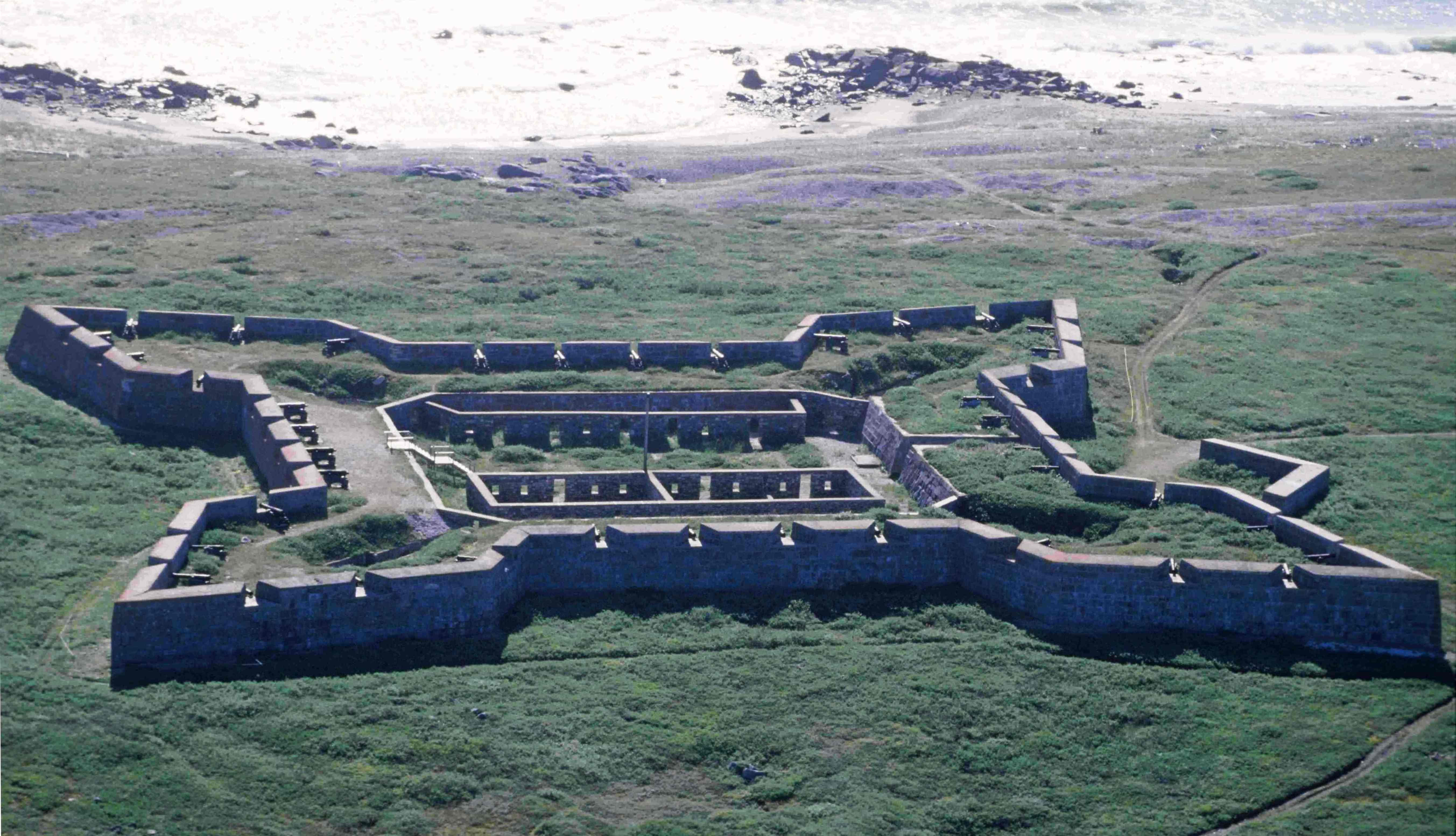
De delvis restaurerade ruinerna av Fort Prince of Wales.

Fort Churchill var ett handelsfaktori vid Churchillflodens mynning, som tillhörde Hudson Bay-kompaniet. 

## Fort Churchill I 1689
Det första faktoriet bygges 1689 ungefär åtta kilometer uppströms från Churchillflodens mynning, men brann ned strax efter det att det var färdigställt. 

## Fort Churchill II 1717-1731
Det andra faktoriet byggdes på samma plats 1717, men ersattes 1731 med Fort Prince of Wales vid flodmynningen, mittemot det nuvarande samhället Churchill, Manitoba. Det var en stenskans bestyckad med 42 kanoner vilken tog 40 år att bygga. Fortet kapitulerade till fransmännen 1782 och övergavs efter tre dagar sedan det förstörts. 

## Fort Churchill III 1783-1941
Det tredje faktoriet med namnet Fort Churchill byggdes nära ruinerna av Fort Prince of Wales 1783 och fungerade som en handelsstation till 1941.